# Margrit von Braun

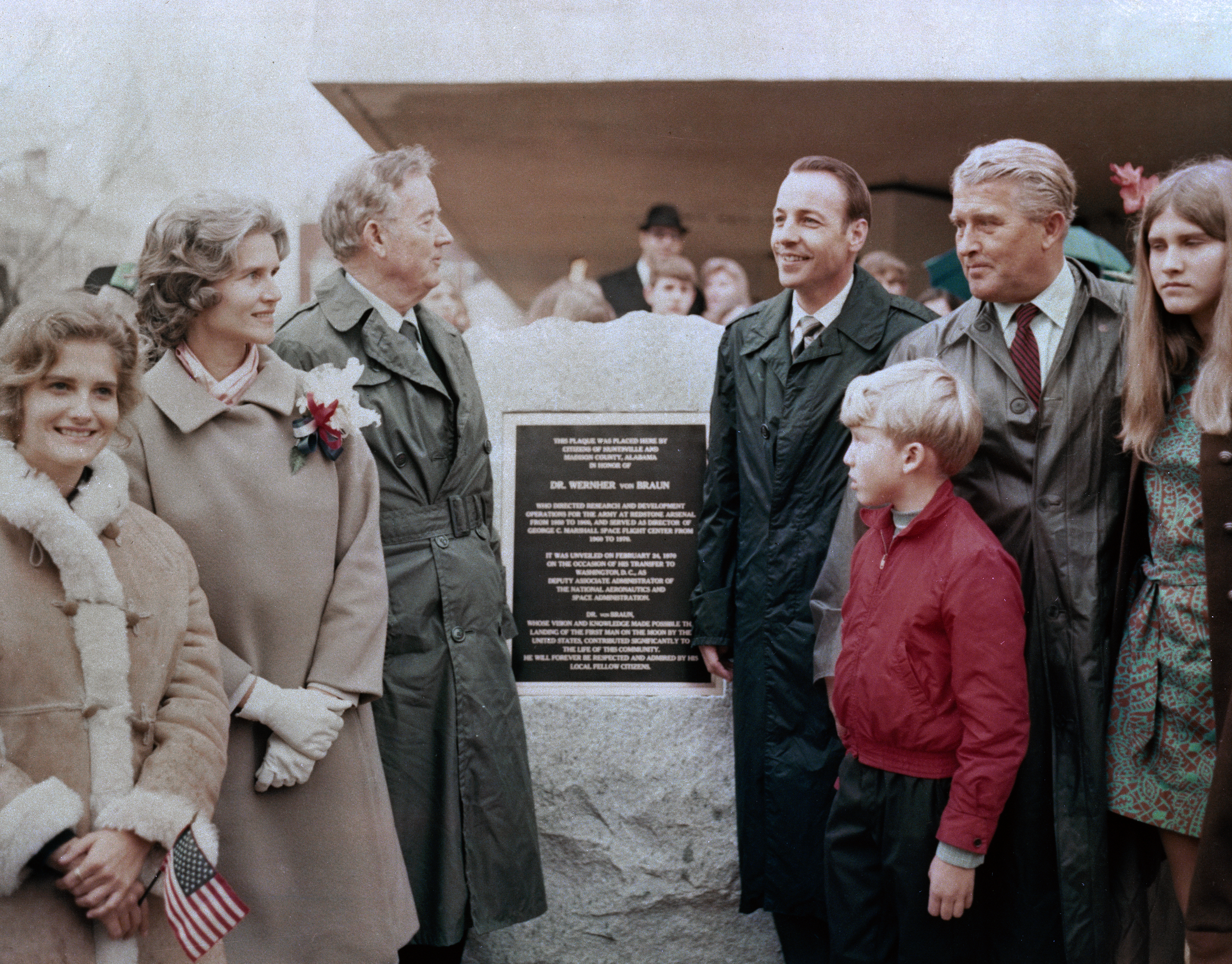
Margrit von Braun (rechter Bildrand, Februar 1970)

Margrit Cecile von Braun (* 8. Mai 1952) ist eine US-amerikanische Wissenschaftlerin mit Fachgebiet Umweltwissenschaften. Bis zu ihrer Pensionierung hielt sie eine Professur an der University of Idaho. Ihre Ausbildung absolvierte von Braun am Oberlin College der University of California, Los Angeles und dem Georgia Institute of Technology mit einem Abschluss in Biotechnologie. Sie ist die zweite Tochter des Raketeningenieurs und SS-Sturmbannführers Wernher von Braun und seiner Frau Maria (geborene von Quistorp).
Anlässlich des 100. Geburtstags ihres Vaters hielt Margrit Cecile von Braun am 23. März 2012 eine Rede mit „ausschließlich warmen Erinnerungen“ („nothing but warm memories“) in Huntsville, Alabama.